# Juan Antonio Pérez Simón
Juan Antonio Pérez Simón (geboren am 8. Mai 1941 in Llanes, Asturien) ist ein spanischer Unternehmer, Mäzen und Kunstsammler. Er lebt seit seiner Kindheit in Mexiko, wo er in der Telekommunikationsbranche ein erhebliches Vermögen erzielte. Seine umfangreiche Kunstsammlung wurde wiederholt in Ausstellungen in Europa und in Nordamerika gezeigt.

## Leben
Pérez Simón kam 1941 als Bauernsohn in Turanzas, einer Siedlung der Gemeinde Llanes in nordspanischen Asturien zur Welt. Als er fünf Jahre alt war, wanderte seine Mutter mit ihn nach Mexiko aus. Sein Vater hatte sich hier bereits eineinhalb Jahre zuvor niedergelassen und war in der Getränkeindustrie tätig. Nach der schulischen Ausbildung studierte Pérez Simón Betriebswirtschaft an der Nationalen Autonomen Universität von Mexiko und arbeitete anschließend für das Investmentunternehmen Inversora Bursátil. Dort lernte er den Unternehmer Carlos Slim Helú kennen, für den er als Broker arbeitete. Daraus entwickelte sich eine andauernde freundschaftliche Verbindung. 1976 beteiligte sich Pérez Simón mit 30 Prozent an der von Carlos Slim Helú gegründeten Unternehmensgruppe Grupo Carso. Diese erwarb 1990 zusammen mit der South Western Bell und France Telecom die vormals staatliche Telefongesellschaft Telephones de México. Pérez Simón wurde im Folgejahr Direktor der Telephones de México. Unter seiner Leitung erfolgte die umfangreiche Modernisierung des Unternehmens. In den Folgejahren übernahm er zudem leitende Funktionen bei der Grupo Carso und den Unternehmen América Telecom, Grupo Sanborns, Grupo Financiero Inbursa, Cigarros La Tabacalera Mexicana, Banco Inbursa, Elementia Materiales und América Móvil.
Neben seiner beruflichen Tätigkeit engagiert sich Pérez Simón in vielfältiger Weise in sozialen und kulturellen Bereichen. Unter dem Dach seiner 1996 gegründeten Stiftung Fundació JAPS unterstützt die Initiative Juntos Actuando por la Superación Menschen mit begrenzten Einkommen. 2023 stiftete er das Kunstwerk Cielo von Jaume Plensa für die Kuppel des Teatro Real in Madrid. Er ist Präsident des Sozialrats der Universität Oviedo und gehört dem Beirat der Prinzessin-von-Asturien-Stiftung an. Darüber hinaus engagiert er sich in den Gremien verschiedener kultureller Einrichtungen, darunter den Freundeskreisen des Museo del Prado und des Museo Reina Sofía in Madrid, des Pariser Louvre sowie der Metropolitan Opera und der Hispanic Society of America in New York.
Juan Antonio Pérez Simón ist verheiratet mit Silvia Gómez-Cuétara. Das Paar hat eine erwachsene Tochter und zwei Enkelkinder.

## Kunstsammlung
Pérez Simón interessierte sich schon als Kind für Kunst. Nachdem ihm entsprechende finanzielle Möglichkeiten zur Verfügung standen, begann er in den 1970er Jahren mit dem Aufbau einer bedeutenden Kunstsammlung, die inzwischen rund 4500 Werke umfasst (Stand 2023). Sie gehört damit zu den umfangreichsten Privatsammlungen der Welt. Die Werke der Sammlung reichen zeitlich von der Renaissance bis zur Gegenwart. Schwerpunkte liegen sowohl bei europäischen Künstlerm, darunter zahlreiche Werke aus Spanien, sowie bei nordamerikanischen und lateinamerikanischen Künstlern.
Zu den Werken älterer Kunst gehören Gemälde wie eine Caritas von Lucas Cranach dem Jüngeren, die Darbringung Christi im Tempel von Paolo Veronese, Die Küche von Ramón Bayeu, das Bildnis Karl I. Ludwig von der Pfalz von Anthonis van Dyck, eine Unbefleckte Empfängnis von Bartolomé Esteban Murillo und Die Dreifaltigkeit auf Erden von Luca Giordano. Hinzu kommen Bilder von Jusepe de Ribera, Peter Paul Rubens, El Greco, Giovanni Antonio Canal, Spinello Aretino, Agnolo Bronzino, Alonso Sánchez Coello, David Teniers dem Jüngeren, Ferdinand Bol, Giovanni Battista Tiepolo und dem neuspanische Künstler José de Ibarra.

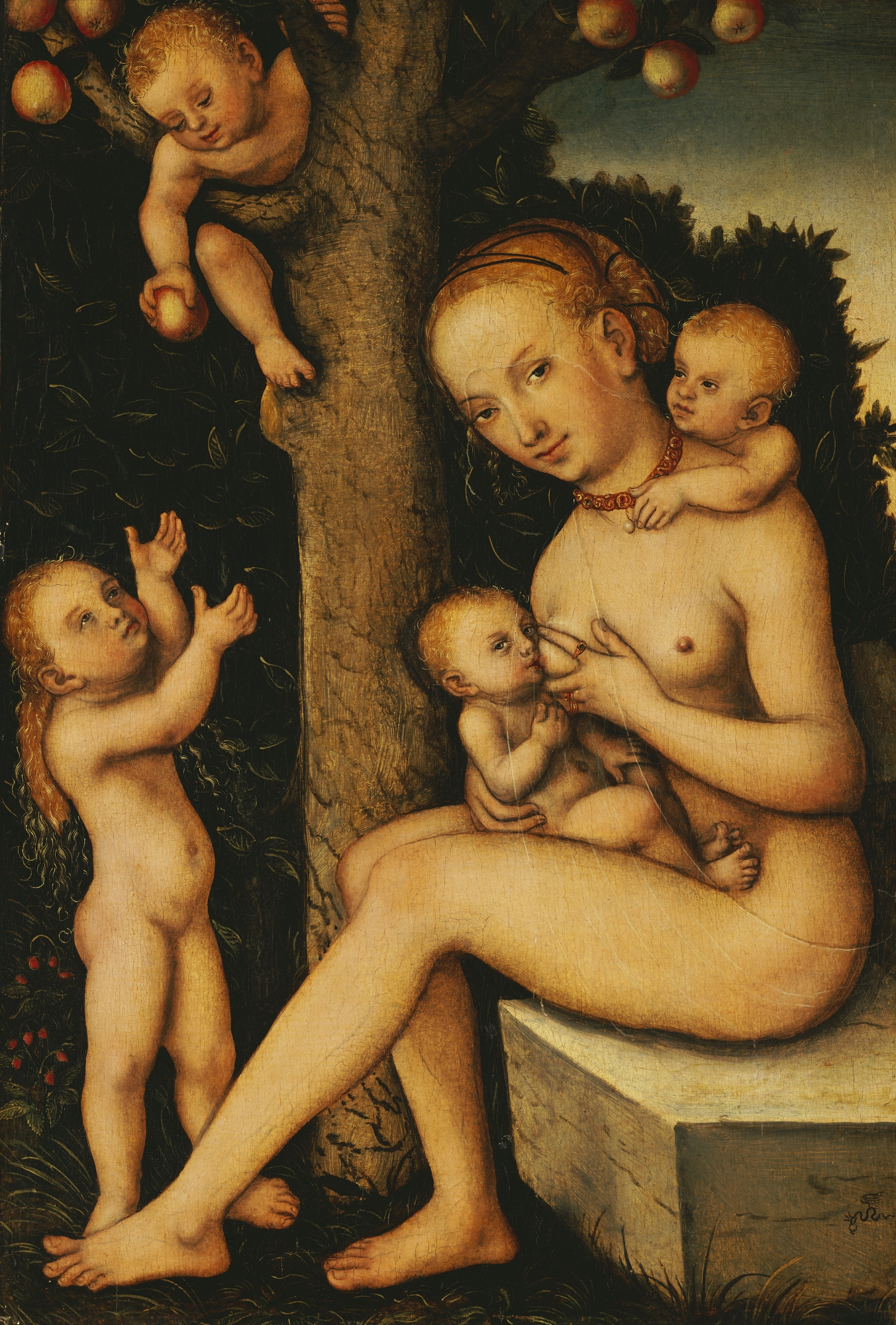
Lucas Cranach der Ältere: Caritas
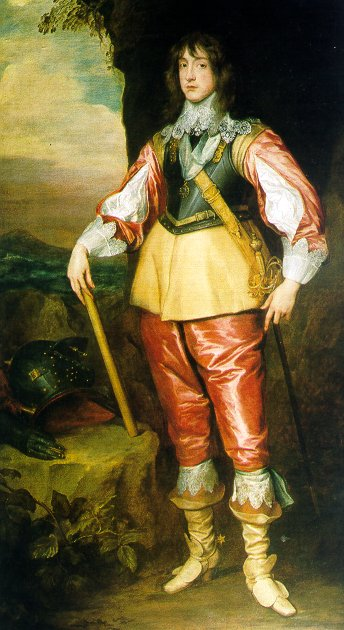
Anthonis van Dyck: Bildnis Karl I. Ludwig von der Pfalz
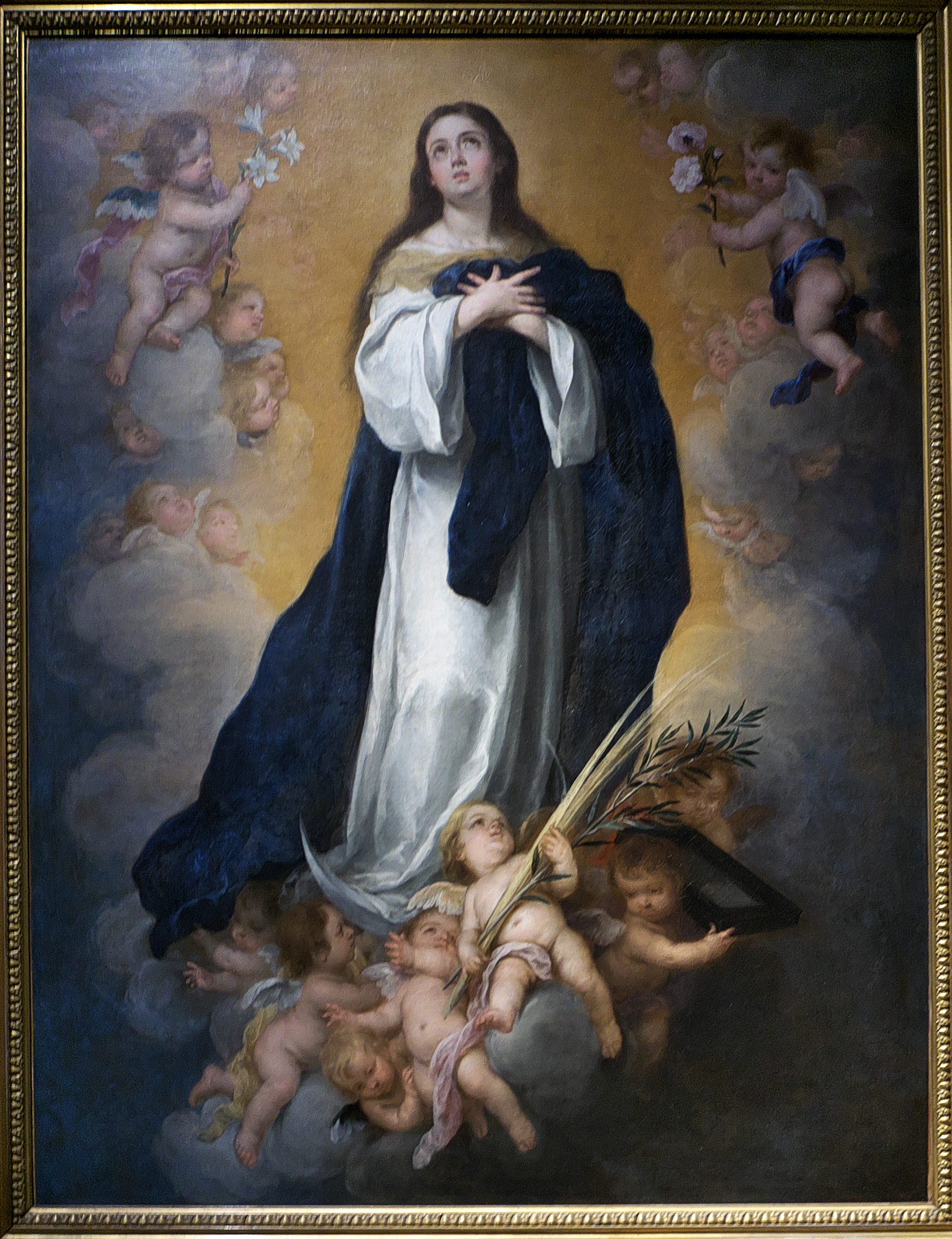
Bartolomé Esteban Murillo: Unbefleckte Empfängnis
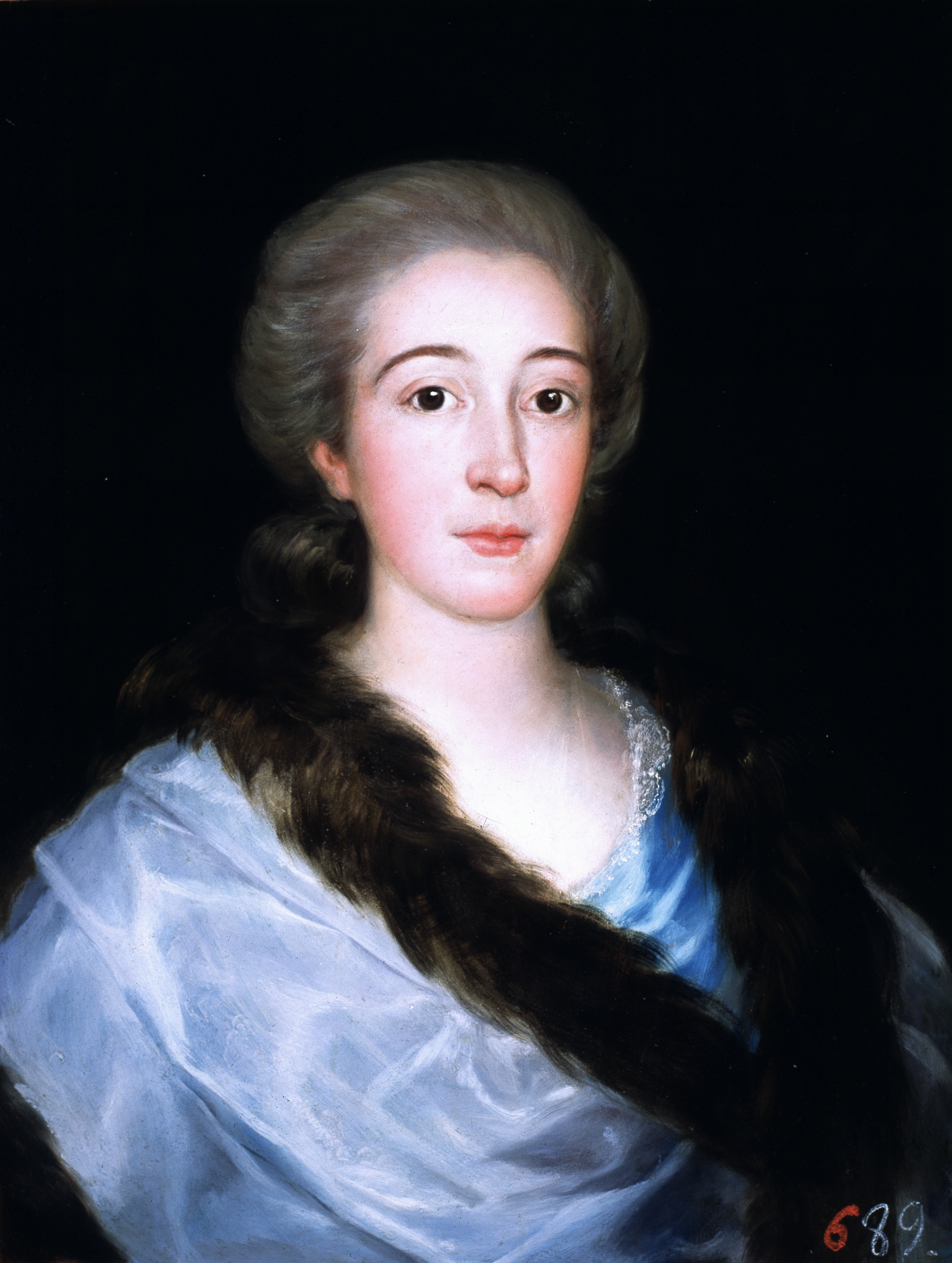
Francisco de Goya: María Teresa de Vallabriga

Zu den Werken des frühen 19. Jahrhunderts gehören das Bildnis María Teresa de Vallabriga y Rozas von Francisco de Goya sowie Werke von Eugène Delacroix und William Turner. Beispiele des Realismus und der akademischen Malerei sind Die zweite Ernte von Julien Dupré und Das Trommel spielende Mädchen von Antonio María Esquivel sowie Bilder von Jean-Baptiste Camille Corot, William Adolphe Bouguereau, Léon Augustin Lhermitte und  Alexandre Cabanel. Besonders umfangreich ist die englische Malerei der zweiten Hälfte des 19. Jahrhunderts in der Sammlung vertreten. Hierzu gehören Gemälde wie The Roses of Heliogabalus von Lawrence Alma-Tadema, In the Golden Days von John Melhuish Strudwick, The Finding of Moses von Frederick Goodall, The Crown of Love von John Everett Millais, Murillo’s Early Career von John Phillip sowie Greek Girls Picking up Pebbles by the Sea und Crenaia, the Nymph of the Dargle von Frederic Leighton. Weitere Arbeiten stammten von Künstlern wie Albert Joseph Moore, Dante Gabriel Rossetti, Edward Burne-Jones, John William Waterhouse, Edward Poynter und John William Godward.

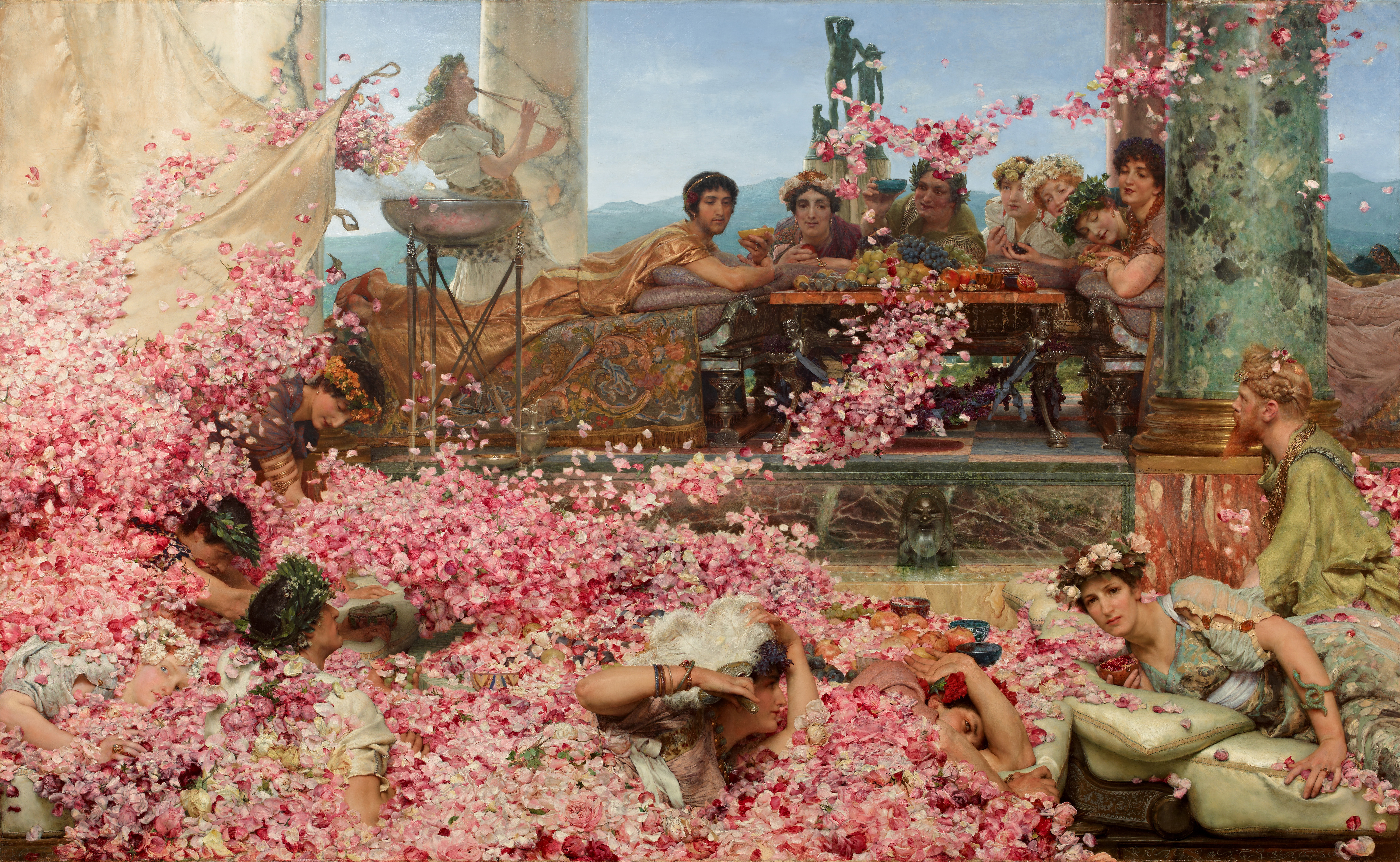
Lawrence Alma-Tadema: The Roses of Heliogabalus
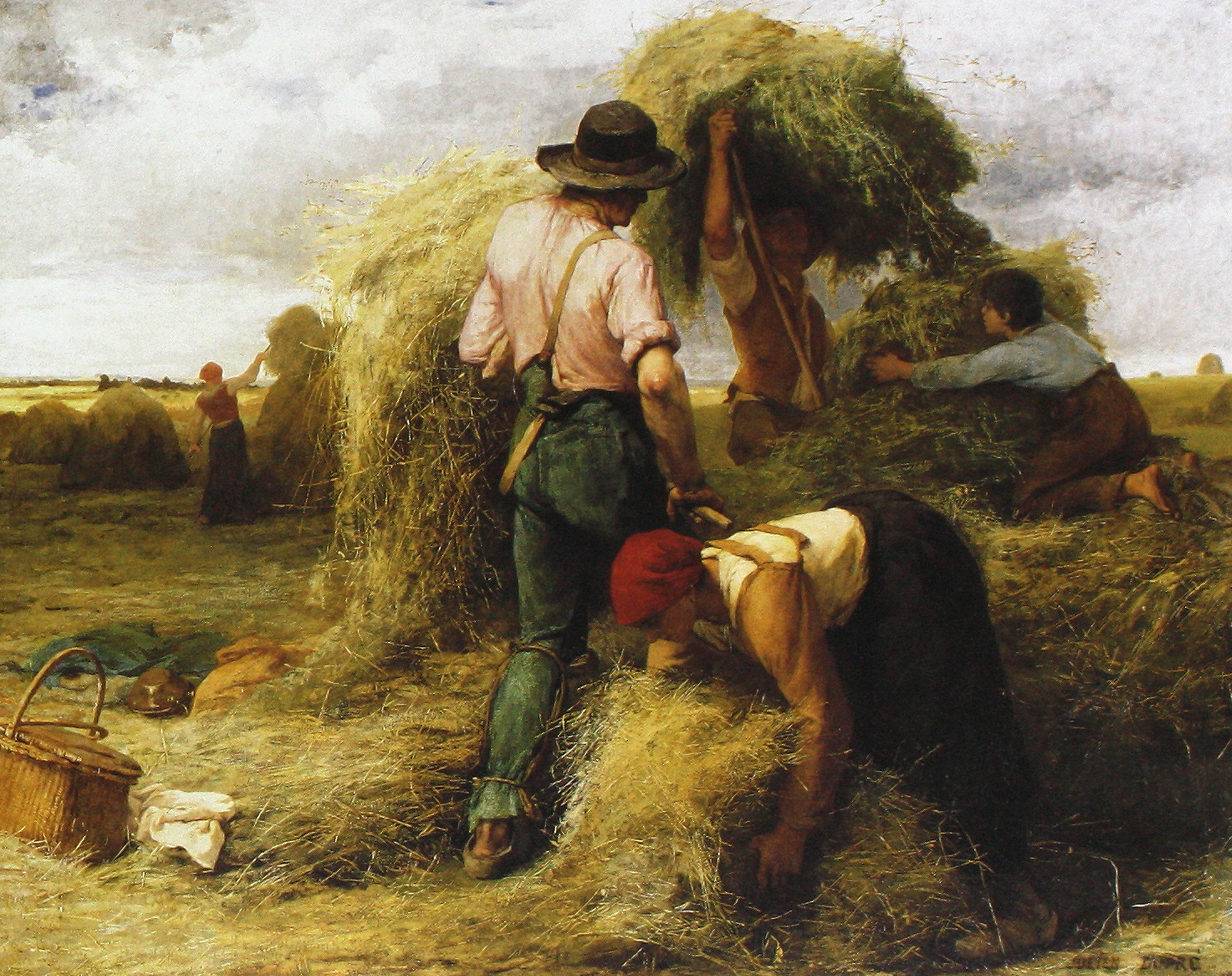
Julien Dupré: Die zweite Ernte
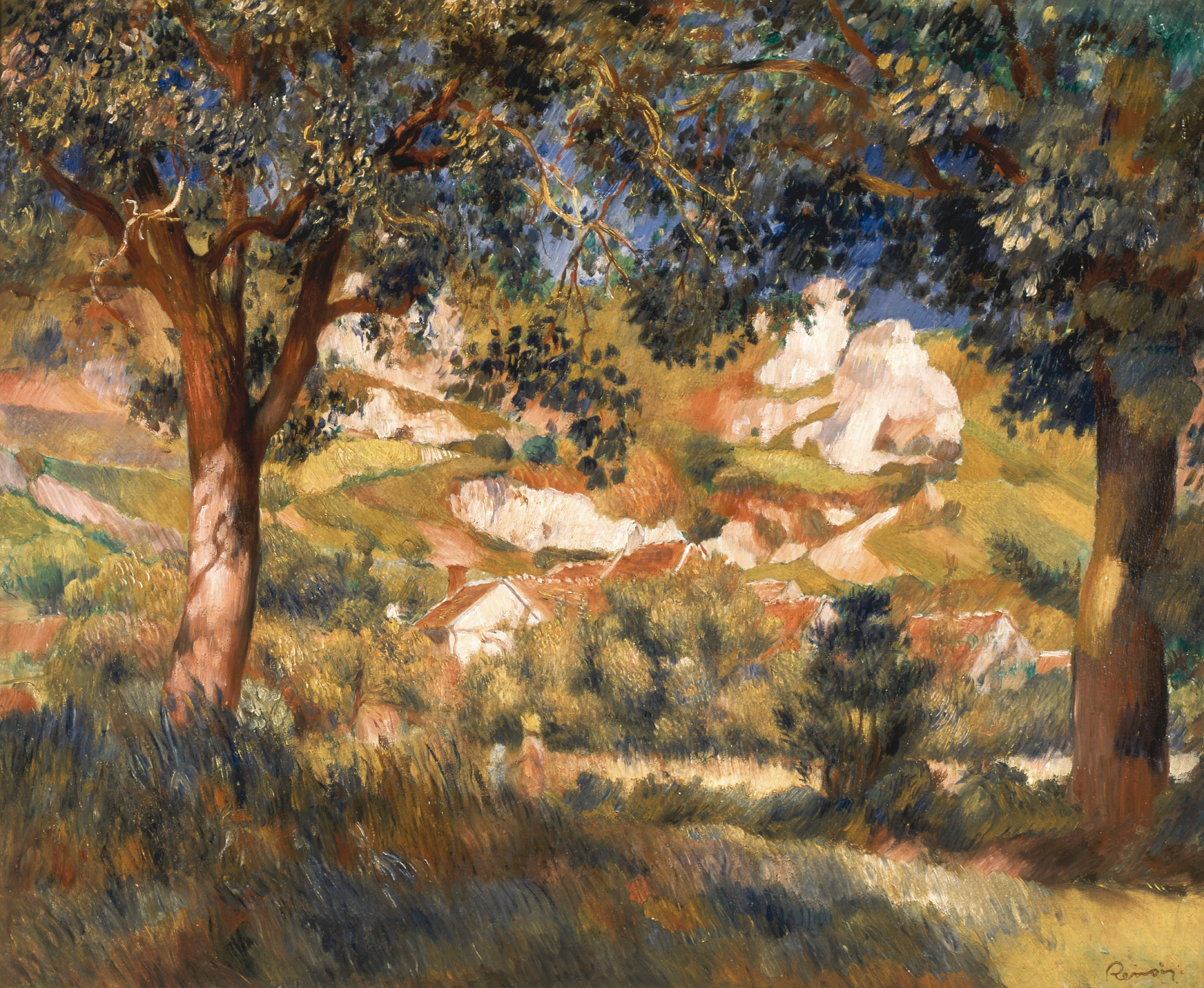
Pierre Auguste Renoir: Landschaft bei La Roche-Guyon
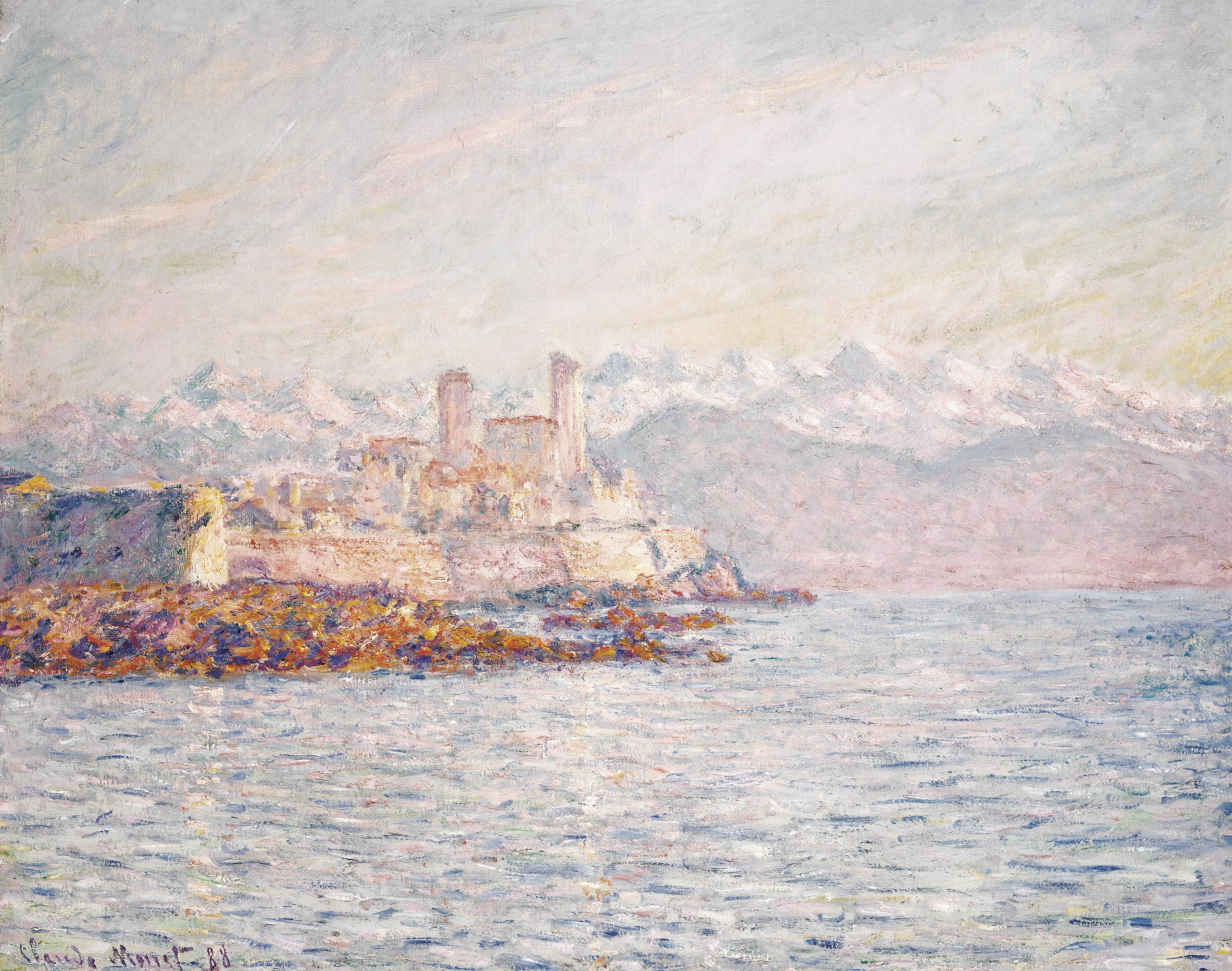
Claude Monet: Antibes
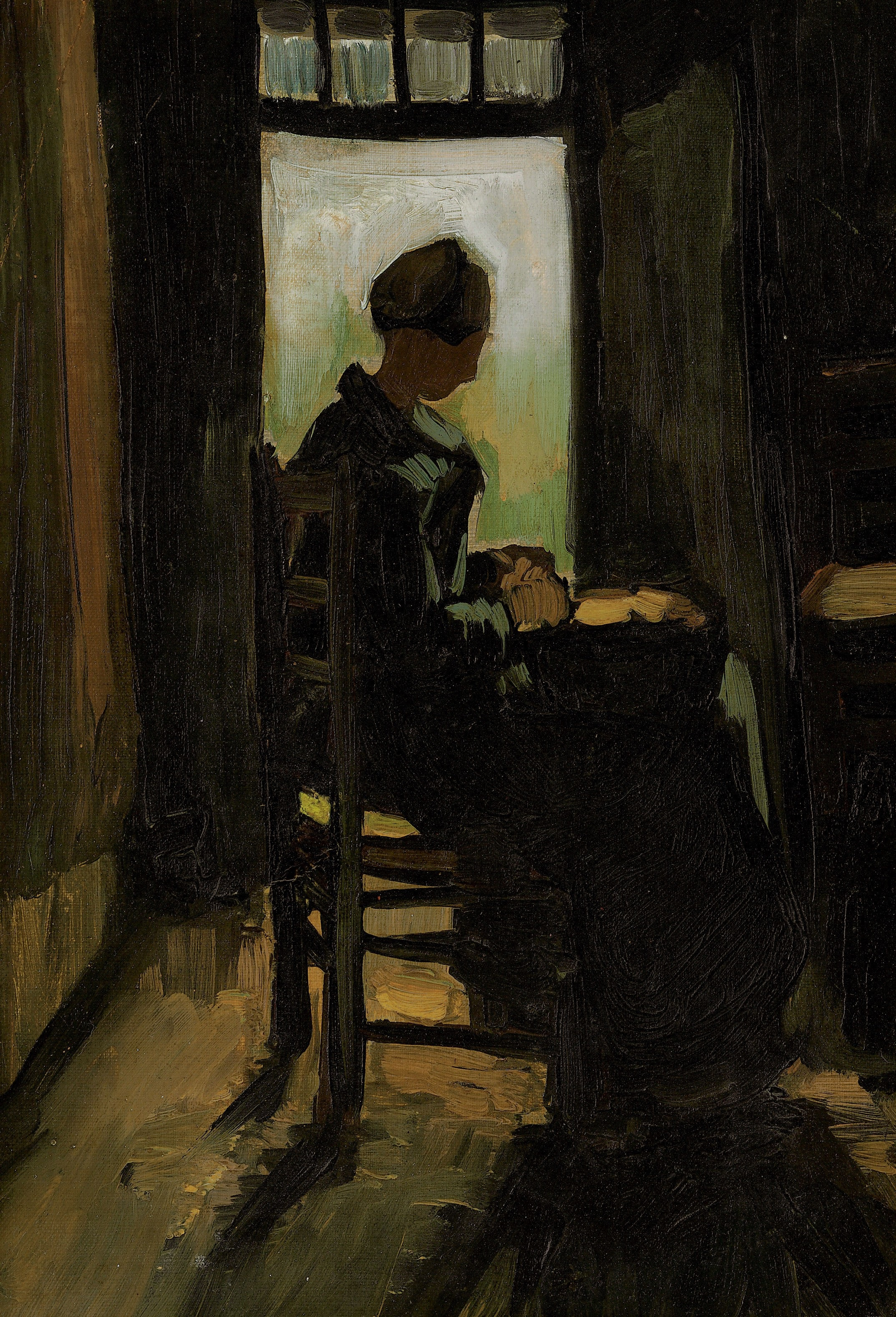
Vincent van Gogh: Bäuerin vor einer Tür, kartoffelschälend
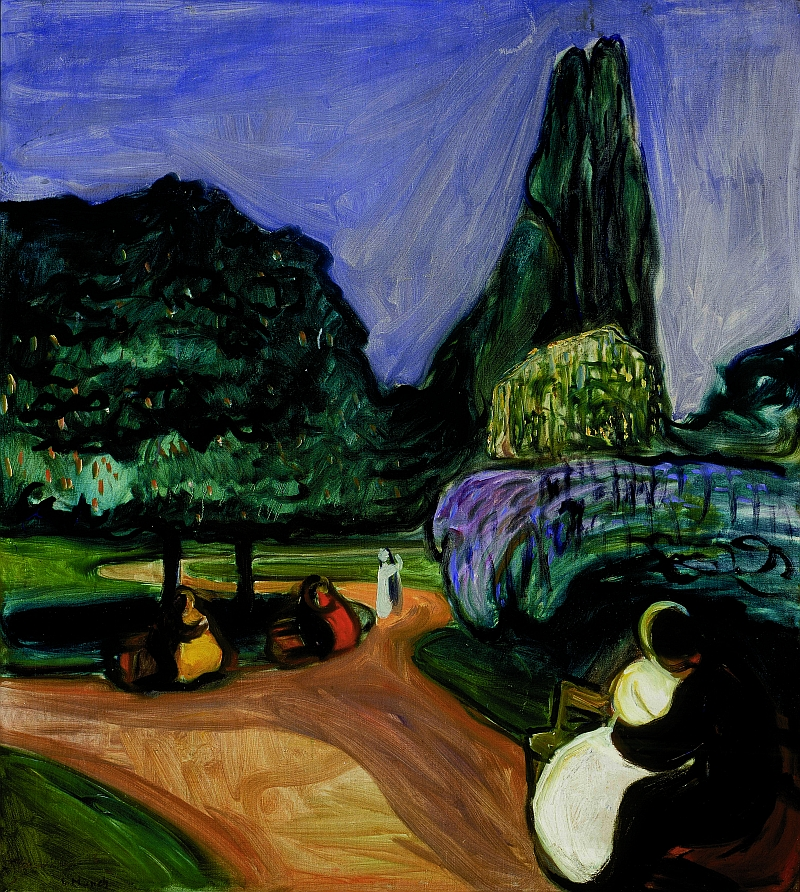
Edvard Munch: Sommernacht in Studenterlunden

Weiterhin gibt es in der Sammlung Werke des Impressionismus, Spätimpressionismus und Symbolismus wie Scène légendaire von Paul Cézanne, Landschaft bei La Roche-Guyón von Pierre-Auguste Renoir, Die Heuwenderin von Camille Pissarro, Antibes von Claude Monet, Bäuerin vor einer Tür, kartoffelschälend von Vincent van Gogh, Mutter und Kind am Strand und El xatin von Joaquín Sorolla, Sommernacht in Studenterlunden von Edvard Munch, Für die Toten von Darío de Regoyos. Weitere Bilder stammen von Künstlern wie Ignacio Zuloaga, Paul Gauguin, Alfred Sisley und Edgar Degas. Zu den Skulpturen in der Sammlung gehören Die Verlassenheit von Camille Claudel, Nackte schlafende Frau von Auguste Rodin und das Paar von Julio González.
Zu den Arbeiten moderner Kunst aus der ersten Hälfte des 20. Jahrhunderts gehören die Gemälde Exercices spirituels von René Magritte, Frau mit Mandoline von Tamara de Lempicka und Junge Frau auf dem Sofa von Pablo Picasso. Andere Werke stammen von Künstlern wie Georges Braque, Raoul Dufy, Giorgio de Chirico, Juan Gris, Giorgio de Chirico, Wassily Kandinsky, Joaquín Torres García, Julio Romero de Torres und Marc Chagall. Aus der zweiten Hälfte des 20. Jahrhunderts stammen Gemälde wie Die Himmelfahrt Christi von Salvador Dalí,  Animals von Leonora Carrington und Dollar-Sign von Andy Warhol. Hinzu kommen Gemälde von Joan Miró, Juan Muñoz, Gerhard Richter, Sam Francis, Willem de Kooning, Karel Appel, Alexander Calder, Mark Rothko,  Jackson Pollock, Antonio López García, Jean-Paul Riopelle, Pablo Palazuelo, Antonio Saura, Manolo Valdés, Miquel Barceló, Eduardo Arroyo, Antoni Tàpies und Anish Kapoor. Darüber hinaus finden sich in der Sammlung Arbeiten von Künstlern aus Lateinamerika, etwa Mädchen aus Tehuacana von Frida Kahlo oder Bildnis María Félix von Diego Rivera. Weitere Werke stammen von José de Páez, Miguel Cabrera, Agustín Arrieta, Julio Ruelas, Alfredo Ramos Martínez, Ángel Zárraga, María Izquierdo, David Alfaro Siqueiros, Rufino Tamayo, Jesús Guerrero Galván, Manuel González Serrano, Remedios Varo, Juan Soriano, Francisco Toledo, Emilio Pettoruti, Roberto Matta, Wifredo Lam, Armando Morales, Benjamín Cañas, José Clemente Orozco, Fernando Botero, José María Velasco Gómez, Pedro Figari, Kazuya Sakai, Jesús Rafael Soto und Gunther Gerzso Wendland.
Die Kunstsammlung ist in der von Pérez Simón gegründeten Stiftung Fundació JAPS zusammengefasst und befindet sich überwiegend in Depots. Teile der Sammlung wurden in der Vergangenheit an verschiedene Museen verliehen. Seit 1997 stellt Pérez Simón einige Werke seiner Sammlung dem Museo de Bellas Artes de Asturias in Oviedo als Dauerleihgabe zur Verfügung. 2006 waren 57 Werke der Sammlung unter dem Titel De Cranach a Monet. Obras Maestras de la Colección Pérez Simón im Museo Thyssen-Bornemisza in Madrid zu sehen. Weitere Stationen der Ausstellung waren 2006–2008 das Meadows Museum in Dallas, das Musée national des beaux-arts du Québec und die Fondazione Memmo in Rom. 2010 zeigte die Ausstellung Du Greco à Dali Werke spanischer Künstler aus der Sammlung Pérez Simón im Pariser Musée Jacquemart-André. Dasselbe Museum zeigte 2014 eine Auswahl mit 50 Werken der englischen Malerei des 19. Jahrhunderts, darunter Gemälde der Präraffaeliten. Danach war die Ausstellung im Chiostro del Bramante in Rom und 2015 im Leighton House Museum in London zu sehen. Das San Diego Museum of Art zeigte 2017 Werke lateinamerikanischer Kunst aus der Sammlung. Pérez Simón plant als dauerhaften Standort für seine Sammlung ein Kunstmuseum in Madrid. Zusammen mit der Stadtregierung der spanischen Hauptstadt wurde hierfür das Gebäude Serrería Belga im Museumsviertel Triángulo del Arte im Stadtzentrum ausgewählt, das bisher bereits für Ausstellungen genutzt wurde.